# (55381) Lautakwah
(55381) Lautakwah est un astéroïde de la ceinture principale.

## Description
(55381) Lautakwah est un astéroïde de la ceinture principale. Il fut découvert le 25 septembre 2001 à l'observatoire Desert Eagle par William Kwong Yu Yeung. Il présente une orbite caractérisée par un demi-grand axe de 3,25 UA, une excentricité de 0,10 et une inclinaison de 6,4° par rapport à l'écliptique.